# Teknologmössa

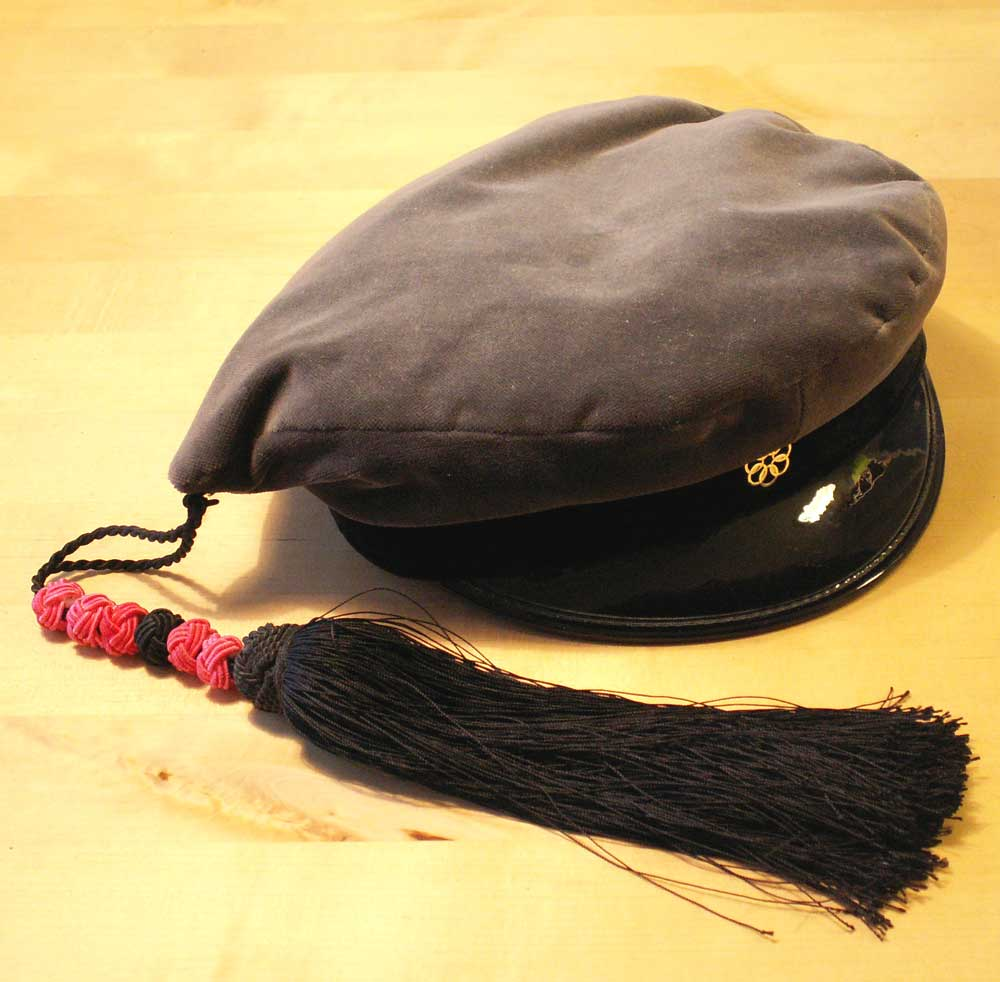
Schmeck tillhörandes en datalog på KTH

Teknologmössa är en studentmössa som vanligen bärs av teknologer. Teknologmössan är en variant av studentmössan, som särskiljs genom att teknologmössans högra sida är utdragen till en plös, i vilken det hänger ett tofsprytt snöre.
På Kungliga Tekniska högskolan (KTH) i Stockholm och KTH närstående lärosäten (bland annat i Högskolan i Gävle) kallas teknologmössan ofta schmeck eller smäck. På Chalmers tekniska högskola kallas den Chalmersmössa. 

## Historia
Att teknologmössans ursprung är den vanliga studentmössan torde vara helt säkerställt. Däremot går uppgifterna isär vad beträffar uppkomsten. De flesta menar att den togs fram av Chalmersstudenter år 1878 på grund av att den vanliga studentmössan förlorat sin akademiska betydelse sedan studentexamen år 1864 börjat avläggas vid läroverken i stället för universiteten. Mössans utdragning på höger sida till en plös, med vidhängande tofs på snöre, ska ha berott på inspiration från en norsk tofsprydd studentmössa – under unionstiden fanns många norska teknologer vid KTH och Chalmers. Liknande teknologmössor används även i Finland. Teknologer vid Tallinns tekniska universitet använder en grå och vinröd mössa utan plös och tofs.
Föreningen För Chalmersmössans Bärande FFCB, bildades 1970 med uppgiften att verka för god chalmersanda i allmänhet, och flitigt mössbärande i synnerhet. Man började även att dela ut en Hedersmajblomma till den chalmerist som under året "burit mössan högst". Ett år tillföll blomman en teknolog som bestigit Kebnekaise iförd chalmersmössa.

## Mössans delar
- Kullen är mössans ovansida, ursprungligen tillverkad i sammet men nuförtiden i plysch eller liknande.
- Tofsens hundratals trådar ska enligt tradition knytas för hand i en "åtta", helst av vederbörandes fasta sällskap, till priset av en kyss per knut.[4]
- Strimmel kallas bandet runt mösskullen.
- Soutaget är ett ca 2 mm brett band runt strimmeln. Strimmel och soutage blandas ofta ihop, särskilt genom att soutaget ibland kallas "strimma".
- Kokarden är den blågula blomman som sitter längst fram på strimmeln. Kokarden ersättes ibland med annat märke.
- Spegater (även kända som spigetter, knutar, pluppar, bollar etc.) kallas de små olikfärgade nystan som träs på snöret, vanligtvis en spegat per påbörjat läsår. Färgerna beror, i de flesta fall, på vilken utbildning man läser. På Chalmers har man endast två spegater och markerar istället hur länge man har studerat med majblommor som fästes i någon av de två spegaterna.[1]

## Modeller
Inom Sverige är modellerna samma som för studentmössan. I Finland varierar modellerna även enligt lärosäte (se nedan).

### Avvikelser
Det finns avvikelser i Uppsalamodellens utformning; plösen kan antingen börja direkt intill strimmelns överkant, eller först en bit upp på kullen. Mössor av den senare varianten lär bäras vid Tekniska högskolan vid Linköpings universitet och KTH.

## Användning
Teknologmössans användning varierar från lärosäte till lärosäte; vid Chalmers används de relativt ofta, inte bara vid festligare tillfällen, vid Umeå universitet bäres den med fördel till overall och vid LTU Skellefteå bäres den ofta till vardags. Vanligt är att den bärs till frack eller kostym. I Linköping finns inga regler alls och olika människor har mössan vid olika tillfällen och till olika kläder. Teknologmössan är också traditionellt en av de huvudbonader som män får bära inomhus och vid matbordet (vilket dock är opraktiskt då sås på tofsen anses ofint av de allra flesta). För chalmerister gäller dock att Emil inte bär mössa inomhus annat än till högtidsdräkt. Emilia må bära mössa inomhus då så anses lämpligt. Som inomhus räknas även bussar och bilar, men inte spårvagnar.

## Färger
Den ursprungliga färgen är vit, men de flesta högskolor har numera antagit egna färger. Den svarta strimmeln och det ursprungligen röda fodret hos Uppsalamodellen härrör från Uppsala universitets färger – rött och svart. På samma sätt härrör Lundamodellens ursprungligen mörkblå strimmel från Akademiska Föreningens färger mörkblått och vitt.[källa behövs]

## Övrigt
Somliga praktiserar den ursprungliga principen om att mössan ska bäras i originalutförande, med undantag för ett varierande antal spegater. Somliga praktiserar principen om att en kårnål får bäras längst ned på plösen. Och somliga praktiserar principen "den som har flest nålar när han dör vinner". Nålar fästes på plösen, med början nedifrån. I Lund fästes nålar endast på vintermössan, sommarmössan hålles fri från pingel och bjäfs. Dessa nålar har förutom att pryda mössan en funktion, de tynger ner själva plösen och gör att mössan får rätt "stuk".[källa behövs]

## Finland

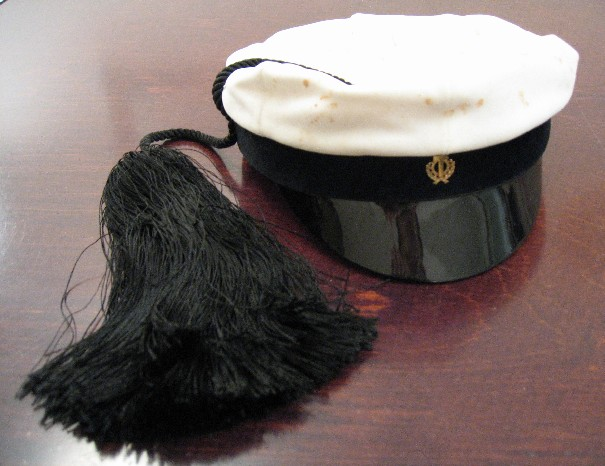
En finsk teknologmössa från Tammerfors tekniska universitetet

De finländska teknologmössorna påminner en hel del om de svenska teknologmössorna. Samtliga är vita med svart trimmel, men formen på kullen varierar mellan olika universitet.
Vid Aalto-universitetet bärs en teknologmössa med en hexagonal (sexkantig) kulle utan plös. Tofsen är fäst i en svart knapp mitt på kullen och dessutom vid högra sidan av kullen så att den inte ska dingla framför ansiktet då man lutar sig framåt. Den finska teknologmössan har ett rött foder och en mindre kokard, medan Teknologföreningens finlandssvenska teknologmössa har ett rödgult foder och en större kokard.
Då Tammerfors tekniska universitet ursprungligen grundades 1965 som en filial av Tekniska högskolan är dess teknologmössa mycket lik den som utfärdas av Tekniska högskolans studentkår. I samband med att Tammerfors tekniska universitet år 1972 blev ett självständigt universitet byttes dock kokarden ut mot Tammerfors tekniska universitetets studentkårs emblem. 
Teknologmössan vid Uleåborgs universitet är mest likt den svenska till formen, rund med en plös. Kokarden är Uleåborgs universitets studentkårs emblem.
Teknologmössan vid Villmanstrands tekniska universitet är heptagonal (sjukantig) och fodret är rödsvart. Universitetets studentkårs emblem bärs som kokard.
Teknologmössan vid Åbo Akademi är rund och tofsen är fäst vid högra sidan av kullen. Fodret är gulsvart och som kokard fungerar Åbo Akademis Studentkårs emblem. Teknologmössan vid Åbo universitet är liknande, men fodret är blåvitt och kokarden är universitetets studentkårs emblem.
Teknologmössan vid Vasa universitet är likt THS mössa hexagonal med tofsen fäst vid toppen. Fodret är dock gulrött och studentkårens emblem används som kokard.
Teknologmössan vid Jyväskylä universitet är oktagonal och fodret är blått och orange. Kokarden består av studentkårens fackla omgiven av ett kugghjul.
Teknologmössan vid Östra Finlands universitet är heptagonal och fodret är rött, svart och gult. Alla tre teknologämnesföreningar har sina egna kokarder.
Endast Teknologföreningen har en vintermössa, och då är det frågan om en omskuren knall där kullen har sänkts med halvannan centimeter. Teknologmössan får användas mellan valborg och 30 september, men studentkårsstyrelsen kan ge tillstånd att använda mössan vid speciella evenemang även på andra tider. Nya studenter får bära mössan från och med sin första valborgsmässoafton.
Från och med 1960-talet har ingenjörsstudenter vid tidigare tekniska läroanstalter, nuvarande yrkeshögskolor, skaffat sig så kallade ingenjörsmössor, som inspirerats av teknologmössor. Deras kulle är violett och kokarden är det finländska ingenjörsförbundets emblem. Ingenjörsmössan har börjat bäras på senaste tiden igen relativt aktivt bland yrkeshögskoleingenjörstuderande efter en svacka i popularitet. Ingenjörsmössan anses dock inte vara en teknologmössa.
Spegater används inte i Finland och tofsen knyts inte. En knut i teknologmössans snöre betyder vid de flesta universitet att bäraren är gift, medan vid Uleåborgs universitet visar knutarna antalet valborgar teknologen firat på universitetet. De uleåborgska knutarna öppnas då teknologen utexaminerats som diplomingenjör eller arkitekt.